# 공익탐정사 제도

## 개요
공익탐정사 제도는 이도현 (박사)가 2023년 경찰 치안행정의 보완을 위해 법이론 및 실증적체계를 완성하고, 탐정사 제도의 조기안착을 위해 최초로 연구·정책제안한 제도이다. 기존 영리목적의 수익자부담이론에 터잡아 운영되는 사립탐정사제도 및 자격제도에 의해 분류되는 공인탐정사 또는 국가의 행정사각지대를 공익신고제도를 통하여 보상받는 명칭만 같은 공익탐정사 제도와는 차별화되는 개념이다.
공익탐정사의 정의, 자격, 업무범위, 관리,감독 등을 법률로서 엄격히 규정 및 선발하여 준사법권을 부여, 책임과 권한을 위임하는 동시에 국가의 치안기능을 보완, 헌법에 규정된 시민의 기본권 수호 및 피해회복, 권리구제를 위한 주요 업무를 수행하는 공익탐정사의 효율적 운영을 위한 법과제도를 총칭한다.
대한민국 21대 국회에는 3건의 탐정사법이 국회에 계류되어 있다. 법률안 내용을 살펴보면 사립탐정사의 영리목적 업무를 중심으로 규정되어 있고, 사립탐정사의 업무범위를 자격제도를 통하여 공인탐정사 등으로 분류하여 법과 제도로서 운영하고자 하는 법률안 등이 그 내용이다. 
그러나 현재 국회에 계류되어 있는 3건의 탐정법률안은 첫째, 시민의 사생활침해문제 둘째, 유사직역과의 법률충돌 셋째, 업무중첩문제를 해소할 수 없는 한계에 있다.
따라서 그동안 21년간 법제사법위원회의 심사요건(헌법자구심사·법률충돌)에 부합하지 않아 논의조차도 하지않고 폐기되는 문제점이 있었던 것이다. 이러한 이유로 현재 발의된 법률안으로는 입법통과가 현실적으로 어려운 문제점이 있다. 그러나 공익탐정사 제도는 이러한 문제점들을 모두 해소하여 탐정사법을 조기에 법제화시킬 수 있는 제도인 것이다.
이러한 공익탐정사 제도의 목적은 현재 경찰의 인력 및 예산의 한계로 나타나는 공동화현상을 민간경비와 협업하여 시민의 생명, 안전 및 질서유지 기능 등의 치안행정을 보완하는데 있다.
현재 대한민국에서 수행되고 있는 치안이륜(경찰+민간경비)행정은 치안사각지대에서 발생하는 각종사건·사고들에 대한 시민의 치안서비스 욕구를 충족할 수 없는 한계에 있다.
따라서 경찰의 업무 중 미아, 실종자 찾기, 기소중지자, 해외도피자 찾기, 장기미제사건 등 지속적이고 장기적인 탐문, 추적 등이 필요한 업무를 분류하여 공익탐정사에게 위탁하여 준사법권 등 엄격한 책임과 권한을 부여하고 업무를 수행하여 치안행정효율을 극대화하여 시민의 기대에 부응하자는 것이다.
이렇듯 경찰행정지원을 위해 민간에서 지원하는 모든 유,무형의 자원을 총칭하여 치안보완재라고 칭하며, 이러한 작은정부론에 터잡아 치안행정정책을 펼치는 이론을 치안삼륜행정이론이라 칭하고, 이를 법과 제도로서 안착시키고자 하는 대표적인 제도가 공익탐정사 제도인 것이다.